# Batalion Strzelców Celnych płk. Stanisława Dembowskiego
Batalion Strzelców Celnych płk. Stanisława Dembowskiego – polski oddział piechoty wchodzący w skład wojsk powstańczych okresu insurekcji kościuszkowskiej.

## Formowanie
Batalion był formowany w obozie pod Bosutowem od 8 kwietnia 1794. Etat batalionu przewidywał  cztery kompanie i 507 żołnierzy. Do końca miesiąca zwerbowano 61 ludzi, w maju wzmocniono go uzupełnieniami w postaci 168 osób. W czerwcu batalion posiadał 222 żołnierzy, w lipcu, po wchłonięciu 347 rekrutów,  ich liczba wzrosła do 501. Na uzbrojeniu batalion posiadał 322 karabiny.
W drugiej połowie września trzy kompanie stanowiły wsparcie dywizji gen. mjr. Sierakowskiego. Po bitwie pod Maciejowicami ich liczebność to 102 ludzi, których to przyprowadził na Pragę gen. mjr Adam Poniński.  2 listopada w Warszawie znajdowało się 278 strzelców, z czego 152 wzięło udział w obronie Pragi.

## Żołnierze batalionu
Twórcą i dowódcą batalionu strzelców celnych był  Stanisław Dembowski. W jednostce służyli też: kapitanowie z kompanią – Ludwik Maciej Dembowski, Ignacy Piekarski, Franciszek de Strauhald, por. Mateusz Mrokowski, podporucznicy – Franciszek Koralewski, Tomasz Gotti, Bydett, oraz chorążowie – Wincenty Cichoński, Szymon Kalinowski, Gabriel de Yinger, Franciszek Żarowski i Wacław Franciszek Kostrzewski. 28 października płk Dembowski przedstawił do awansu na chorążych: Franciszka Marszantewicza, Jana Szuberta i Tymińskiego. Wszyscy prawie pół roku służyli w batalionie i mieli zaświadczenia przełożonych „o odwadze”.